# Agnes Baltsa
Agnès Baltsa (en grec, Αγνή Μπάλτσα; Lèucada, 19 de novembre de 1944), és una mezzosoprano grega.
A l'edat de sis anys va iniciar classes de piano, abans de traslladar-se a Atenes l'any 1958 per a concentrar-se en el cant. Es va graduar al conservatori de la ciutat el 1965 i va instal·lar-se Múnic per a continuar els seus estudis amb una beca "Maria Callas".
En 1968 va debutar amb el paper de Cherubino, de Les noces de Fígaro, en l'Òpera de Frankfurt del Main; un any més tard es va traslladar a la Deutsche Oper de Berlín. L'any 1970 va cantar en l'Òpera Estatal de Viena com Octavian de Der Rosenkavalier. Sota la tutela de Herbert von Karajan va obtenir reconeixement internacional i va participar regularment en el Festival de Salzburg, en rols dramàtics verdians com Amneris (Aida) o la princesa d'Éboli (Don Carlos). Les noces de Fígaro al Liceu de Barcelona la temporada 1971/72. Va obtenir el títol de Kammersängerin a Viena l'any 1980.
El seu paper més conegut és el de Carmen, que va cantar i enregistrar en diverses ocasions amb Josep Carreras i que cantà amb aquest en el Gran Teatre del Liceu de Barcelona el 1985. Ha cantat també papers en diverses òperes de Mozart, destacant en Così fan tutte. Són virtuoses les seues interpretacions en obres de Rossini com (El barber de Sevilla, La Cenerentola i L'italiana in Algeri). Igualment, ha interpretat obres de Mascagni (Cavalleria rusticana), Verdi (Aida, La forza del destino, Il trovatore, Don Carlos), Bellini (I Capuleti e i Montecchi), Donizetti (Il Campanello, Maria Stuarda) i Saint-Saëns (Dalila en l'òpera Samson et Dalila). La temporada 1991/92 al Liceu de Barcelona va actuar a Maria Stuarda.
Ha enregistrat òperes de Mozart com Mitridate re di Ponto i Ascanio in Alba, per a Philips Classics. Igualment, va publicar un àlbum d'àries, amb l'Orquestra de la Ràdio de Múnic i direcció de Zedda per a HMV, de Donizetti (Maria Estuarda), Mozart (Così fan tutte), Verdi (Macbeth) i Berlioz (Les Troyens). Ha enregistrat cançons d'inspiració folklòrica grega per a Deutsche Grammophon: Songs mi country taught me (Cançons que el meu país em va ensenyar), amb Kostas Papadopoulos al buzuki i l'Orquestra Experimental d'Atenes, dirigida per Stavros Xarhakos.
La mezzo soprano lírica té una gran capacitat per arribar als sons aguts de les sopranos, conservant alhora un major rang de tessitura que aquelles en poder baixar a notes més greus. A més de papers amb fust i enjundia, ha tingut fins avui dia la interpretació de personatges que antigament feien els castrati, com Idamant dIdomeneu, o de joves amants masculins, com el famós Cherubino de Les noces de Fígaro.
Va actuar en el film alemany, Duett (1992), interpretant una cantant d'òpera. Als Jocs Olímpics d'Estiu de 1992 va interpretar una obra de Mikis Theodorakis durant l'entrada de la bandera olímpica a l'estadi durant la inauguració dels jocs.
El 2017, va cantar Klytemnestra a Elektra de Richard Strauss a les noves instal·lacions de l'Òpera Nacional grega al Centre Cultural de la Fundació Stavros Niarchos.